# Paus Symmachus
Symmachus (Sardinië, geboortedatum onbekend - sterfplaats onbekend, 19 juli 514) was de 51e paus van de Rooms-Katholieke Kerk.
Hij werd geboren als zoon van Fortunatus op Sardinië. Zijn naam betekent bondgenoot in het Oudgrieks. Hij klom op tot deken onder zijn voorganger, paus Anastasius II. Na diens dood werd Symmachus tot paus gekozen, maar de Byzantijnse kerkgemeenschap koos voor tegenpaus Laurentius, die de steun kreeg van Anastasius I van het Byzantijnse Rijk, terwijl Symmachus werd gesteund door Theodorik de Grote.
In 501 werd Symmachus door de Romeinse senator Festus beschuldigd van kwalijke zaken, waaronder het hebben van seks zonder gehuwd te zijn. Een door Theodorik de Grote bijeengeroepen synode ontnam hem al zijn functies. De bisschoppen spraken hem weliswaar niet vrij, maar deelden het standpunt van Symmachus en stelden dat men de paus niet kon veroordelen. De affaire leidde echter tot een schisma, waarbij Theodorik Laurentius in het Lateraanse paleis installeerde als paus. Het schisma hield vier jaar aan, tot Theodorik zijn steun aan Laurentius liet vallen en paus Symmachus weer in ere herstelde. Laurentius werd uiteindelijk uit Rome verjaagd, toen zijn gedragingen naar de zin van Theodorik te pro-Byzantijns waren geworden.
Symmachus gaf opdracht een kerk te bouwen boven het graf van de heilige martelaar Pancratius (289-304), de Sint-Pancratiusbasiliek. Hij steunde tijdens zijn pontificaat financieel de bisschoppen in Noord-Afrika, die erg te lijden hadden onder vervolging door de ariaanse Vandalen. Ook de Noord-Italiaanse kerkprovincies, bedreigd door aanvallen van barbaren uit het noorden, werden door hem beschermd.
Symmachus is heilig verklaard; zijn gedenkdag wordt gevierd op 19 juli, zijn sterfdag.
Cursief: tegenpaus